# Evghenia Medvedeva-Arbuzova
Evghenia Vladimirovna Medvedeva-Arbuzova (n. 4 iulie 1976, Kondopoga, RSFS Rusă, URSS) este o schioară de fond rusă, medaliată olimpică. A participat la 2 ediții ale Jocurilor Olimpice (2006, 2010) în care a câștigat o medalie de aur și o medalie de bronz.